# The Editor and the Millionaire
The Editor and the Millionaire è un cortometraggio muto del 1912 diretto da Lewin Fitzhamon.

## Trama
Una ricca ragazza - innamorata di un redattore che suo padre ha licenziato - si fa passare per una scrittrice senza un soldo.

## Produzione
Il film fu prodotto dalla Hepworth.

## Distribuzione
Distribuito dalla Hepworth, il film - un cortometraggio di 266 metri - uscì nelle sale cinematografiche britanniche nel febbraio 1912.